# 石屋製菓
石屋製菓株式会社（日语：／ Ishiya Seika Kabushikigaisha */?），是日本一家糖果（菓子）製造商，位於北海道札幌市西区。

## 概要
熱門商品是巧克力夾心薄餅『白色戀人』，還有製造及銷售各類甜食，如：年輪蛋糕與蛋糕等等。此外，另有經營白色戀人公園等複合設施，提供消費者參觀製造過程、與體驗手作糖果的觀光工廠。
2017年，在北海道以外的银座“GINZA SIX”开设第一家商店“ISHIYA GINZA”，这家店定位差异化，并不经营其主要产品。

## 电视廣告代言人
- 西秋愛菜
- 松井沙也香（日语：松井さやか）
- 三浦俊也
- 中山雅史

## 争議
2007年8月，石屋製菓被揭發將「白色戀人」巧克力夾心薄餅竄改食用期限延長一個月，數天後的8月15日此商品被全面下架。石屋製菓為此公開道歉，暫停營業三個月， 並投入將近10億日圓的經費來改善「白色戀人」生產設備，食用期限被改成打印在每一小包「白色戀人」上，同時加強檢查員工進出工廠時的衛生條件。同年11月15日，經過札幌市保健所檢查生產線與包裝管理狀況等項目合格之後，石屋製菓重啟「白色戀人」五條生產線；11月22日起，恢復在新千歲機場、北海道旅客鐵道札幌站等400個店舖販售「白色戀人」。2008年1月，該公司恢復「白色戀人」全部生產線。

## 脚注
1. ↑  《東森新聞報》國際中心 綜合報導，〈北海道名產「白色戀人」竄改食用期限　全面下架〉 （页面存档备份，存于），《東森新聞報》，2007年8月15日
2. ↑  《東森新聞報》國際中心 綜合報導，〈驚！「白色戀人」10年前就開始竄改食用期 社長都知情〉 （页面存档备份，存于），《東森新聞報》，2007年8月16日
3. ↑  蔡文英 綜合外電報導，〈「白色戀人」重啟生產線〉，蘋果日報 (台灣)，2007年11月16日

## 外部連結
- 石屋製菓 （页面存档备份，存于）
- 白い恋人パーク （页面存档备份，存于）